# Богосав Војиновић Пеликан
Богосав Војиновић Пеликан (Јашуња, мај 1894. — Београд, 1. децембар 1942.) био је српски сликар.

## Биографија
Богосав Војиновић Пеликан је учествовао као добровољац у Балканским ратовима и у Првом светском рату. Био је један од 1300 каплара. Као поручник, учествовао је у борбама за ослобођење Београда од Аустроугара. Прве значајније слике радио је у предасима између борби (Краљ Петар у Црнољевском кланцу, Тамо далеко).
Подстакнут актуелним друштвено-политичким темама, после рата црта карикатуре и објављује их у београдским новинама. Прву самосталну изложбу приредио је 1924. у Београду где је излагао слике са ратном тематиком, као и пејзаже из Јужне Србије, Косова, Београда и са Јадрана. После похвалних критика организовао је још четири самосталне изложбе, а групно излагао у Павиљону „Цвијета Зузорић" (1929). Истовремено је био постављен за сликара сарадника у Музеју града Београда, са задатком да овековечи архитектонску баштину престонице.
На последњој самосталној изложби (1938) једна од његових слика била је дугачка 14 метара. Радови му се чувају у Музеју града Београда, Војном музеју или су у приватном власништву. За ратне заслуге и храброст одликован је Карађорђевом звездом и француским Ратничким крстом.

## Дело
- Руска црква у Београду;
- Кула Небојша;
- Карлова капија;
- Амам кнеза Милоша;
- Кафана „Вук Караџић" у Скадарлији;
- Кућа у којој се родио краљ Петар I;
- Воденица манастира Раковице;
- Последња Туркиња у Београду;
- Бозаџија;
- Градски мотив;
- Предео с градом;
- Пут;
- Пећка патријаршија;
- Повлачење преко Косова;
- Острво Видо;
- Група српских војника;
- Помрли војници на острву Виду;
- Прелаз преко Везировог моста.